# Microcharops fulvoalaris
Microcharops fulvoalaris är en stekelart som beskrevs av Gupta 1987. Microcharops fulvoalaris ingår i släktet Microcharops och familjen brokparasitsteklar. Inga underarter finns listade i Catalogue of Life.